# Коразия
Коразия  е процес на механично триене, шлифоване, полиране, пробиване, набраздяване и пр. на скални материали, които се преместват от едно място на друго под въздействието на земната гравитация, водата, леда, вятъра и др. В пустините коразията се предизвиква от носеният от ветровете пясък, в ледниците – от валуните, в коритата на реките – от влачените от реката отломки. Когато придвижването на скалните късове по определени улеи, тези вдлъбнати форми по планинския склон се наричат коразионни долини.